# Шинкаренко Ярослав Сергійович
Ярослав Сергійович Шинкаренко (позивний — Ярик; 15 червня 1999, м. Богуслав, Україна — 19 квітня 2022, біля смт Поліське, Київська область, Україна) — український військовослужбовець, сержант, розвідник Збройних сил України, учасник російсько-української війни.

## Життєпис
Ярослав Шинкаренко народився 15 червня 1999 року в місті Богуславі на Київщині в сім'ї військових.
Закінчив Економіко-правовий коледж Київського кооперативного інституту та права.
Брав участь в бойових дій у ході російсько-української війни з 2017 року.
10 березня 2020 року під час планового об'їзду позицій Ярослав Шинкаренко перебував за кермом машини командира розвідувального загону. По машині ворог здійснив постріл із ПТКРа. Ярослав прорахував траєкторію польоту ракети, зманеврував та зміг уникнути попадання ракети, тим самим врятувавши життя командиру. І зберіг неушкодженим автомобіль. У той самий час іншою ракетою ворог вразив вантажний автомобіль, в якому знаходилося десять бійців підрозділу. Ярослав, не розгубившись, кинувся рятувати та евакуювати поранених з прострілюваної зони для надання медичної допомоги. Завдяки мужності та рішучості молодого бійця вдалося уникнути більшого числа людських жертв.
Після початку повномасштабного наступу Росії на Україну 24 лютого 2022 року Шинкаренко повернувся до лав ЗСУ. Був розподілений у 72 ОМБр, став командиром відділення розвідувальної роти. Брав участь в боях на Київщині. Під Броварами, в селі Плоске, їхня група потрапила під масований артилерійський обстріл в оточенні. Шинкаренко, єдиний серед всієї групи маючи бойовий досвід, вивів з оточення 8 осіб, а потім повернувся по ще по одну групу, і також вивів її.
Загинув 19 квітня 2022 року, підірвавшись на ворожій протитанковій міні, здійснюючи патрулювання на авто біля Поліського на Київщині.

## Нагороди
- орден «За мужність» III ступеня (26 квітня 2022, посмертно) — за особисту мужність і самовіддані дії, виявлені у захисті державного суверенітету та територіальної цілісності України, вірність військовій присязі[6];
- орден «Народний Герой України» (3 жовтня 2020)[2][3][7];
- медаль «За військову службу Україні» (21 серпня 2020) — за вагомий особистий внесок у зміцнення обороноздатності Української держави, мужність, виявлену під час бойових дій, зразкове виконання службових обов'язків та високий професіоналізм[8];
- медаль «За оборону Авдіївки» (2019);
- відзнаки «За мужність і відвагу», «За відвагу», «За службу державі», 131-го окремого розвідувального батальйону «Хрест розвідника» (всі — 2019), «За службу в розвідці» (2021);
- почесний нагрудний знак Начальника Генштабу — Головнокомандувача ЗСУ «За взірцевість військовій службі» III ступеня.